# フェイズパラドックス
『フェイズパラドックス』（Phase Paradox）とは、2001年5月24日にソニー・コンピュータエンタテインメントから発売されたPlayStation 2用アドベンチャーゲーム。未来の宇宙、惑星220から脱出するまでを描いている。

## 概要
三人称視点のサバイバルホラーゲームである。PlayStation 2初期の本格的SFアドベンチャーであり、バイオハザードに操作性が似通っているがアクション性は無く、要所に出現する選択肢によって物語が進行するインタラクティブムービーである。
1995年にPS1で発売されたシューティングゲーム「フィロソマ (シューティングゲーム)」の後日譚に当たる話ではあるが、ゲーム性が大きく異なる上に作品としての繋がりも最小限である。

## ストーリー
未来の宇宙。ギャラントが従事していた惑星「220」のレスキューミッション。それはエースパイロットであるニコラ・ミショー大尉を収容して、終結するはずだった。しかし植民地惑星220は突如爆発した。それは、ギャラントが誇るスーパーコンピューターでさえ予想できない事だった。辛くも一機の艦載機のみが宇宙空母ギャラントに帰還を果たした。ニコラは意識不明の重態で、爆発の衝撃でギャラントの乗組員も20％が死傷してしまう。そして生き残った乗組員達が次々と発狂し、未知の生物(かげろう)が船内を徘徊しはじめる。艦内トラブル対策のジュードを中心に、わずかに残った人間達はギャラントから脱出する為に行動を開始するが…

## ゲームの進行
プレイヤーは職業の異なる3人の主人公達を操作しながら、宇宙空母ギャラントに起こった異変の解明と脱出を求めて行動する。ゲーム画面はバイオハザード (ゲーム)シリーズに代表される第三者視点のラジコン操作。ひとつのイベントムービーを見終わるとキャラクターを動かして移動し、出現する選択肢によってその後のムービーが変化する（即ゲームオーバーが極めて多い）。登場人物によって能力やアクションが変化するという事はなく、プレイヤーが行うのはあくまで「次の選択肢・イベントムービーに移動する」事である。

## 登場人物

### 操作可能なキャラクター
本作の主人公は、同じ空母内のクルーでありながら、異なるタイプの仕事に従事し、それぞれの考え方を持った3人。章ごとに主人公は自動で切り替わるシステムとなっている。
ジュード・サトクリフ
声 - ボブ・ブッフホルツ
男性主人公。白人。ダメージコントロール部隊員で、訓練中の事故でパイロットになり損ねた過去を持つ。艦内トラブルに対処する役目を持った彼は、待機こそが任務であり出番は無いはずであった。惑星220爆発の衝撃が襲いかかったのは5人の同僚と待機しているその時だった。不意の事故によりチームが壊滅し、生き残った後輩のユマと共に艦内の調査を進める。途中、メディカルセンターで軍医のユアン、看護兵のメイリーと合流する。危険な艦内を避けて、船外から中央作戦室を目指す。
レネイ・ハーン
声 - メリッサ・ウィリアムソン
女性主人公。黒人。ワイバーン隊の歴戦の兵士。数々の戦役で活躍した彼女だが、今回の任務では予備隊に回されていた。艦内を捜索していたとき、航海科に勤務するタニアと合流する。その後はアクシデントが続出し、彼女は状況の悪化を察知した。艦首ブリッジに設置されているシャトルを使って退避を試みようとする。彼女が負傷した部下を連れメディカルルームを訪れたのは惑星220の爆発から15分後の事だった。
アイラ・ホイブローデン
声 - マリー・ダウニング
女性主人公。白人。惑星220を調査する研究機関・バイオラボに勤める優秀な研究員。爆発から３０分、バイオラボにはまだ爆発の影響は少なく惨劇の兆候もまだない。惑星の爆発原因を突き止めるために中央作戦室へと赴くが、移動用のトランスポーターが故障し、バイオラボへ帰ることが困難になってしまう。やむなく、運搬用のポッドを使って先を急ぐのだが……。

### 重要人物
ニコラ・ミショー大尉
声 - ペニー・スウィート
帰還した艦載機ストレガの女性パイロット。ジュードの恋人。惑星220の爆発の際に異生物オルガネラ(フィロソマ)に寄生され、意識不明の重態になっている。
ユマ少尉
声 - PJ・リー
ジュードの部下の女性隊員。赤毛のショートがトレードマーク。

## 参考資料
- PS2「フェイズパラドックス」Game Watch 2001年1月紹介記事